# Le Crépuscule du soir
Le Crépuscule du soir est un poème de Charles Baudelaire publié dans la section Spleen et Idéal dans l'édition de 1857 et dans la section Tableaux parisiens dans l'édition de 1861 des Fleurs du mal.
Il s'agit du dixième poème de la section et du 95e du livre, dans son édition de 1861. Il annonce le passage à la nuit, et amorce donc l'exploration du vice obscur (Le Jeu) qui précède un retour au jour à la fin de la section (Le Crépuscule du matin).

## Forme
Le poème est composé de quatre strophes d'alexandrins de 4, 24, 8 et 2 vers respectivement. Les rimes sont suivies et elles respectent l'alternance entre rimes féminines et rimes masculines.
Le champ lexical est celui de la lumière qui rappelle vivement la vie, l'amour et l'amitié.

## Étude
Avec ce poème le lecteur s'ouvre au monde terrifiant de la ville nocturne, c'est-à-dire Paris, où tout un peuple étrange prend vie. 
Comme dans Le Crépuscule du matin, Baudelaire arrive à extraire une certaine beauté des choses froides et repoussantes.
On note évidemment le champ lexical de la nuit avec : "le soir charmant" (v.1) - "Ô soir" (v.5) - "aimable soir" (v.5) - "le soir" (v.7) - "son lit" (v.10) - "l'heure" (v.31) - "la sombre Nuit" (v.32) [Notons la majuscule] - "le soir" (v.36).
L'atmosphère du poème est lourde et sombre : Baudelaire mentionne toutes sortes de vices : "ami du criminel" (v.1) - "douleur sauvage" (v.8) - "la Prostitution" (v.15) [Notons la majuscule] - "le jeu" (v.23) - "de catins et d'escrocs [...] leurs complices " (v.24) - "les voleurs" (v.25) - "leurs maîtresses" (v.28).
Baudelaire ne reproche pas aux "catins", "voleurs" de sévir. Ce qu'il faut retenir c'est qu'il en veut à la ville de ne pas venir en aide à ces malfrats, si des gens étaient là pour les aider il n'y aurait plus aucun vice la nuit. Voilà le message principal que veut transmettre Baudelaire.